# Panggung Bandaraya DBKL
El Panggung Bandaraya DBKL es una sala de teatro histórica situada al otro lado de la plaza Merdeka en Kuala Lumpur, la capital del país asiático de Malasia, en la intersección de Jalan Tun Perak y Jalan Raja  Fue construido en 1896 y se terminó por completo en 1904.
El teatro antiguo ocupa la histórica Sala de la Ciudad Vieja de Kuala Lumpur. El teatro y el antiguo edificio del Ayuntamiento fue diseñado por un arquitecto de gobierno colonial, Arthur Benison Hubback, quien también fue responsable del diseño de la estación de tren de Kuala Lumpur, la Mezquita Jamek y otras estructuras coloniales en todo el Valle de Klang.